# Псалом 131
Псалом 131 (у масоретській нумерації — 130) — 131-й псалом із п'ятої книги Книги псалмів. Як й інші псалми, починаючи з псалому 119 і закінчуючи псаломом 133, цей псалом починається словами «Висхідна пісня» («Shir Hama'a lot»). Він — найдовший з 15 псалмів, які починаються цими словами. Перекладений таким чином термін, ймовірно, позначає «сходи», що символізують сходи до Єрусалимського храму. На цій основі з тлумачення випливає, що ці псалми співали під час паломництва до Єрусалиму.

## Текст
| Вірш | Гебрейська мова                                                         | Давньогрецька мова (Септуаґінта) | Латинська мова (Вульгата) | Українська мова (Переклад Хоменка)                                                                                         |
| ---- | ----------------------------------------------------------------------- | --- | --- | --- |
| 1    | שִׁיר, הַמַּעֲלוֹת: זְכוֹר-יְהוָה לְדָוִד-- אֵת, כָּל-עֻנּוֹתוֹ                              | ᾿Οιδὴ τῶν ἀναβαθμῶν. Μνήσθητι, κύριε, τοῦ Δαυιδ καὶ πάσης τῆς πραΰτητος αὐτοῦ,                                                                          | Canticum graduum. [Memento, Domine, David, et omnis mansuetudinis ejus:                                                                      | Висхідна пісня. Згадай, о Господи, Давидові усі його старання,                                                             |
| 2    | אֲשֶׁר נִשְׁבַּע, לַיהוָה; נָדַר, לַאֲבִיר יַעֲקֹב                                        | ὡς ὤμοσεν τῷ κυρίῳ, ηὔξατο τῷ θεῷ Ιακωβ | sicut juravit Domino; votum vovit Deo Jacob:                                                                                                 | як він був Господеві клявся, Могутньому Якова обрікався:                                                                   |
| 3    | אִם-אָבֹא, בְּאֹהֶל בֵּיתִי; אִם-אֶעֱלֶה, עַל-עֶרֶשׂ יְצוּעָי                                | Εἰ εἰσελεύσομαι εἰς σκήνωμα οἴκου μου, εἰ ἀναβήσομαι ἐπὶ κλίνης στρωμνῆς μου,                                                                           | Si introiero in tabernaculum domus meæ; si ascendero in lectum strati mei;                                                                   | «Ні! Я не ввійду до намету дому мого, не ляжу на постіль відпочити,                                                        |
| 4    | אִם אֶתֵּן שְׁנַת לְעֵינָי; לְעַפְעַפַּי תְּנוּמָה                                          | εἰ δώσω ὕπνον τοῖς ὀφθαλμοῖς μου καὶ τοῖς βλεφάροις μου νυσταγμὸν καὶ ἀνάπαυσιν τοῖς κροτάφοις μου,                                                     | si dedero somnum oculis meis, et palpebris meis dormitationem,                                                                               | не дам очам моїм заснути, ані повікам задрімати,                                                                           |
| 5    | עַד-אֶמְצָא מָקוֹם, לַיהוָה; מִשְׁכָּנוֹת, לַאֲבִיר יַעֲקֹב                                 | ἕως οὗ εὕρω τόπον τῷ κυρίῳ, σκήνωμα τῷ θεῷ Ιακωβ. | et requiem temporibus meis, donec inveniam locum Domino, tabernaculum Deo Jacob.                                                             | покіль не знайду для Господа оселі, житла для Яковового Могутнього».                                                       |
| 6    | הִנֵּה-שְׁמַעֲנוּהָ בְאֶפְרָתָה; מְצָאנוּהָ, בִּשְׂדֵי-יָעַר                                     | ἰδοὺ ἠκούσαμεν αὐτὴν ἐν Εφραθα, εὕρομεν αὐτὴν ἐν τοῖς πεδίοις τοῦ δρυμοῦ·                                                                               | Ecce audivimus eam in Ephrata; invenimus eam in campis silvæ.                                                                                | Ось чули ми про нього в Ефраті, знайшли його в полях Яарських.                                                             |
| 7    | נָבוֹאָה לְמִשְׁכְּנוֹתָיו; נִשְׁתַּחֲוֶה, לַהֲדֹם רַגְלָיו                                     | εἰσελευσόμεθα εἰς τὰ σκηνώματα αὐτοῦ, προσκυνήσομεν εἰς τὸν τόπον, οὗ ἔστησαν οἱ πόδες αὐτοῦ.                                                           | Introibimus in tabernaculum ejus; adorabimus in loco ubi steterunt pedes ejus.                                                               | Увійдімо в його житло, упадім до підніжка його стіп!                                                                       |
| 8    | קוּמָה יְהוָה, לִמְנוּחָתֶךָ: אַתָּה, וַאֲרוֹן עֻזֶּךָ                                      | ἀνάστηθι, κύριε, εἰς τὴν ἀνάπαυσίν σου, σὺ καὶ ἡ κιβωτὸς τοῦ ἁγιάσματός σου·                                                                            | Surge, Domine, in requiem tuam, tu et arca sanctificationis tuæ.                                                                             | Устань, Господи, до твого відпочинку, ти і кивот твоєї сили!                                                               |
| 9    | כֹּהֲנֶיךָ יִלְבְּשׁוּ-צֶדֶק; וַחֲסִידֶיךָ יְרַנֵּנוּ                                          | οἱ ἱερεῖς σου ἐνδύσονται δικαιοσύνην, καὶ οἱ ὅσιοί σου ἀγαλλιάσονται.                                                                                   | Sacerdotes tui induantur justitiam, et sancti tui exsultent.                                                                                 | Священики твої нехай одягнуться у справедливість, святі твої нехай возрадуються вельми.                                    |
| 10   | בַּעֲבוּר, דָּוִד עַבְדֶּךָ-- אַל-תָּשֵׁב, פְּנֵי מְשִׁיחֶךָ                                     | ἕνεκεν Δαυιδ τοῦ δούλου σου μὴ ἀποστρέψῃς τὸ πρόσωπον τοῦ χριστοῦ σου.                                                                                  | Propter David servum tuum non avertas faciem christi tui.                                                                                    | Задля Давида, слуги твого, не відштовхуй обличчя помазаника твого.                                                         |
| 11   | נִשְׁבַּע-יְהוָה, לְדָוִד אֱמֶת-- לֹא-יָשׁוּב מִמֶּנָּה: מִפְּרִי בִטְנְךָ-- אָשִׁית, לְכִסֵּא-לָךְ           | ὤμοσεν κύριος τῷ Δαυιδ ἀλήθειαν καὶ οὐ μὴ ἀθετήσει αὐτήν ᾿Εκ καρποῦ τῆς κοιλίας σου θήσομαι ἐπὶ τὸν θρόνον σου·                                         | Juravit Dominus David veritatem, et non frustrabitur eam: De fructu ventris tui ponam super sedem tuam.                                      | Поклявсь Господь Давидові правдою і не відступить він від неї: «Плід твого лона насаджу я на твоїм престолі.               |
| 12   | אִם-יִשְׁמְרוּ בָנֶיךָ, בְּרִיתִי-- וְעֵדֹתִי זוֹ, אֲלַמְּדֵם: גַּם-בְּנֵיהֶם עֲדֵי-עַד-- יֵשְׁבוּ, לְכִסֵּא-לָךְ | ἐὰν φυλάξωνται οἱ υἱοί σου τὴν διαθήκην μου καὶ τὰ μαρτύριά μου ταῦτα, ἃ διδάξω αὐτούς, καὶ οἱ υἱοὶ αὐτῶν ἕως τοῦ αἰῶνος καθιοῦνται ἐπὶ τοῦ θρόνου σου. | Si custodierint filii tui testamentum meum, et testimonia mea hæc quæ docebo eos, et filii eorum usque in sæculum sedebunt super sedem tuam. | Коли сини твої союз мій берегтимуть і закон, що я навчу їх, то й діти їхні по віки вічні будуть сидіти на твоїм престолі». |
| 13   | כִּי-בָחַר יְהוָה בְּצִיּוֹן; אִוָּהּ, לְמוֹשָׁב לוֹ                                        | ὅτι ἐξελέξατο κύριος τὴν Σιων, ᾑρετίσατο αὐτὴν εἰς κατοικίαν ἑαυτῷ                                                                                      | Quoniam elegit Dominus Sion: elegit eam in habitationem sibi.                                                                                | Бо Господь Сіон собі вибрав, він захотів його собі як житло.                                                               |
| 14   | זֹאת-מְנוּחָתִי עֲדֵי-עַד: פֹּה-אֵשֵׁב, כִּי אִוִּתִיהָ                                     | Αὕτη ἡ κατάπαυσίς μου εἰς αἰῶνα αἰῶνος, ὧδε κατοικήσω, ὅτι ᾑρετισάμην αὐτήν·                                                                            | Hæc requies mea in sæculum sæculi; hic habitabo, quoniam elegi eam.                                                                          | «Це місце мого відпочинку назавжди, тут оселюся, бо я його собі вподобав.                                                  |
| 15   | צֵידָהּ, בָּרֵךְ אֲבָרֵךְ; אֶבְיוֹנֶיהָ, אַשְׂבִּיעַ לָחֶם                                      | τὴν θήραν αὐτῆς εὐλογῶν εὐλογήσω, τοὺς πτωχοὺς αὐτῆς χορτάσω ἄρτων,                                                                                     | Viduam ejus benedicens benedicam; pauperes ejus saturabo panibus.                                                                            | Благословлю поживу його щедро, бідних його насичу хлібом.                                                                  |
| 16   | וְכֹהֲנֶיהָ, אַלְבִּישׁ יֶשַׁע; וַחֲסִידֶיהָ, רַנֵּן יְרַנֵּנוּ                                   | τοὺς ἱερεῖς αὐτῆς ἐνδύσω σωτηρίαν, καὶ οἱ ὅσιοι αὐτῆς ἀγαλλιάσει ἀγαλλιάσονται·                                                                         | Sacerdotes ejus induam salutari, et sancti ejus exsultatione exsultabunt.                                                                    | Священиків його я зодягну спасінням, і святі його возрадуються вельми.                                                     |
| 17   | שָׁם אַצְמִיחַ קֶרֶן לְדָוִד; עָרַכְתִּי נֵר, לִמְשִׁיחִי                                     | ἐκεῖ ἐξανατελῶ κέρας τῷ Δαυιδ, ἡτοίμασα λύχνον τῷ χριστῷ μου·                                                                                           | Illuc producam cornu David; paravi lucernam christo meo.                                                                                     | Там вирощу я Давидові рога, там приготую світильник для помазаника мого.                                                   |
| 18   | אוֹיְבָיו, אַלְבִּישׁ בֹּשֶׁת; וְעָלָיו, יָצִיץ נִזְרוֹ                                     | τοὺς ἐχθροὺς αὐτοῦ ἐνδύσω αἰσχύνην, ἐπὶ δὲ αὐτὸν ἐξανθήσει τὸ ἁγίασμά μου.                                                                              | Inimicos ejus induam confusione; super ipsum autem efflorebit sanctificatio mea.]                                                            | Ворогів його я соромом укрию; а на ньому буде його вінець сяяти».                                                          |

## Використання

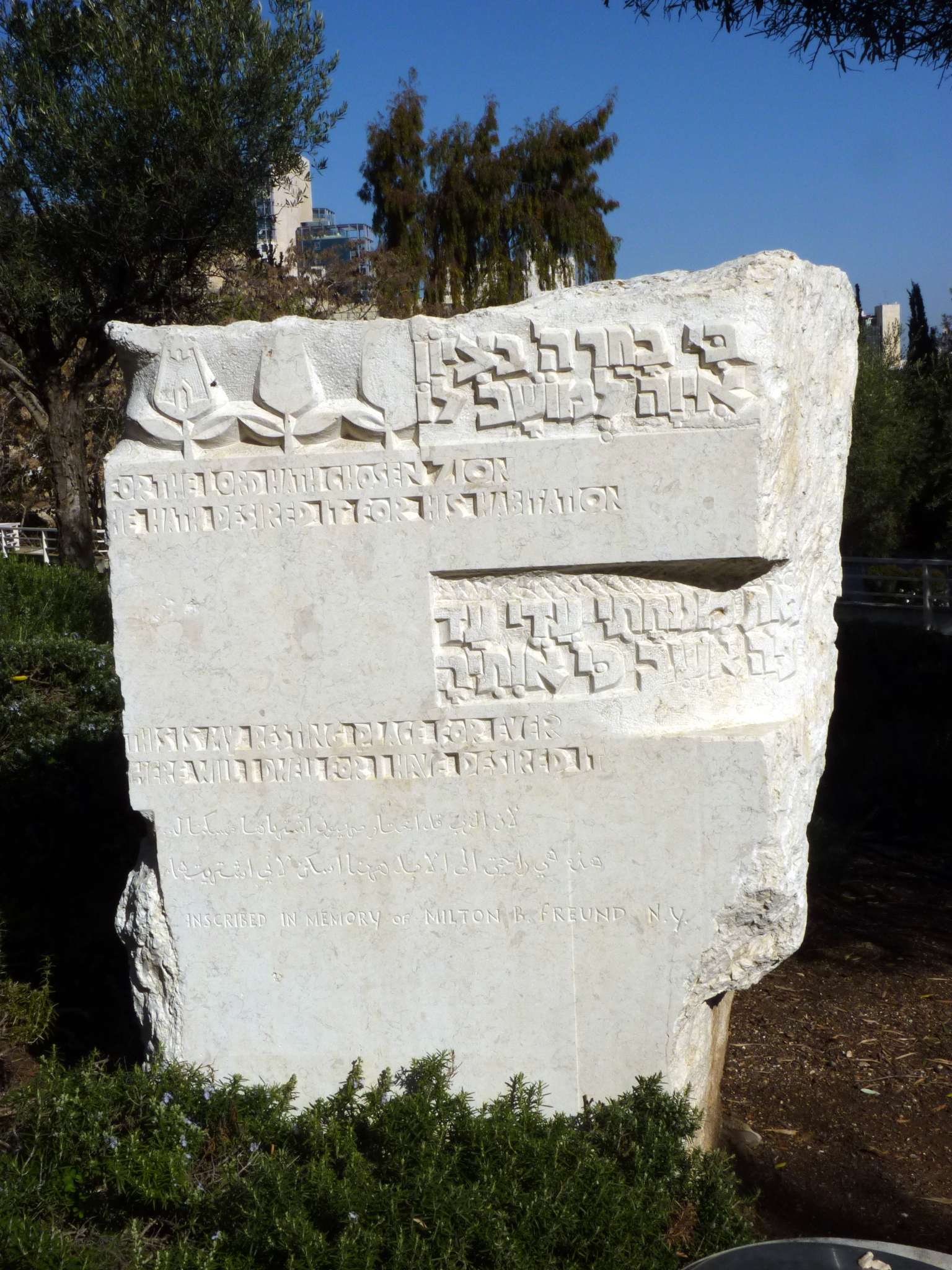
Вірші 13–14 псалому 131, вирізблені на камені на вулиці Короля Георга у Єрусалимі.

### Юдаїзм
- Псалом 131 читають після молитви «Мінха», між Сукотом і святом Shabbat Hagadol.
- Вірші 8–10 є серед молитов, які читають, коли сувій тори кладуть у Арон га-Кодеш.
- Вірш 13 є чотирнадцятим віршем молитви «Yehi Kivod».

### Новий Завіт
- Вірш 5 цитується у Дії 7:46
- Вірш 11 цитується Дії 2:30
- Вірш 17 цитується у Лк. 1:69.

### Католицька церква
Святий Бенедикт Нурсійський переважно використав останні псалми з Книги псалмів для вечірніх. Згідно Статуту Бенедикта 530 AD, цей псалом традиційно співали на вечірніх вівторка. 
На Літургії годин псалом 131 читають на богослужбових читаннях у суботу першого тижня і на вечірніх четверга третього тижня. Його розділяють на дві частини. На месі псалом читають на свято Небовзяття Марії.

## Використання у музиці
До музичних обробок псалому «Memento Domine David» належать твори таких композиторів як Йоганна Давіда Гайніхена: «Memento Domine David» у соль мінор (1724); Давіда Переса та Франціско Кабо. У 1670 році Марк Антуан Шарпантьє також поклав на музику псалом «Memento Domine David», H 155 для солістів, хору, 2 струнних інструментів і баса.